# Vinukonda
Vinukonda là một thị trấn thống kê (census town) của huyện Guntur thuộc bang Andhra Pradesh, Ấn Độ.

## Địa lý
Vinukonda có vị trí 16°03′B 79°45′Đ / 16,05°B 79,75°Đ Nó có độ cao trung bình là 75 mét (246 feet).

## Nhân khẩu
Theo điều tra dân số năm 2001 của Ấn Độ, Vinukonda có dân số 52.589 người. Phái nam chiếm 52% tổng số dân và phái nữ chiếm 48%. Vinukonda có tỷ lệ 59% biết đọc biết viết, thấp hơn tỷ lệ trung bình toàn quốc là 59,5%: tỷ lệ cho phái nam là 68%, và tỷ lệ cho phái nữ là 50%. Tại Vinukonda, 13% dân số nhỏ hơn 6 tuổi.